# 1877 год в театре
1877 год в театре

## Знаменательные события
- 23 января — в Мариинском театре Санкт-Петербурга впервые поставлен балет «Баядерка».

## Персоналии

### Родились
- 28 февраля — Войцех Бридзиньский, польский актёр театра, кино и радио, режиссёр. Лауреат Государственной премии ПНР первой степени (1951).
- 19 марта — Михаил Николаевич Розен-Санин, российский и советский театральный актёр, заслуженный деятель искусств РСФСР (1947).
- 27 мая — Айседора Дункан, американская танцовщица-новатор и основоположница свободного танца.
- 1 августа — Аугуст Оддвар, норвежский актёр.
- 10 августа — Сем Бенелли, итальянский драматург.
- 19 сентября — Михаил Тарханов, актёр театра и кино, народный артист СССР (1937).
- 17 ноября — Миа Бакман,  финская актриса театра и кино, режиссёр, театральный деятель.
- 6 декабря — Александр Игнатьевич Канин, российский и советский актёр, театральный режиссёр, заслуженный артист РСФСР (1926).

### Скончались
- 27 апреля — Екатерина Николаевна Васильева, актриса.